# 蓬特努夫湖
52°18′17″N 18°17′03″E / 52.30472°N 18.28417°E
蓬特努夫湖是波蘭的湖泊，位於該國中西部大波蘭省，處於科寧縣，長4公里、寬1公里，面積2.8平方公里，海拔高度84米，平均水深2.6米，最大水深5.5米。